# ويندل رويلوفس
ويندل رويلوفس (بالإنجليزية: Wendell L. Roelofs)‏ (من مواليد 26 يوليو 1938) كان أول باحث يصف تراكيب فرمون الجنس للحشرات، حيث طور تقنيات كيميائية دقيقة لعزل وتحديد مكونات الفرمون.